# Lysande utsikter
Lysande utsikter (originaltitel: Great Expectations) är en bildningsroman av Charles Dickens som först publicerades som en följetong i All the Year Round från december 1860 till augusti 1861. Historien utspelar sig mellan julafton 1812, när huvudpersonen är ungefär sju år, till vintern 1840.

## Handling
Lysande utsikter är historien om den föräldralöse Pip som i självbiografisk stil berättar minnen från barndomen till vuxenlivet, några år efter det att historiens stora konflikter är lösta. Historien har lånat drag från författarens eget liv, liksom från flera av hans andra romaner, då han hämtat inspiration från sitt liv och möten med andra människor.

## Huvudkaraktärer
- Philip "Pip" Pirrip, den föräldralöse huvudpersonen och berättaren i boken.
- Joe Gargery, Pips svåger.
- Mrs Joe Gargery, Pips vuxna syster.
- Mr Pumblechook, Joe Gargerys farbror.
- Miss Havisham, en förmögen dam som tar sig an Pip, som en följeslagare till sig själv och sin adoptivdotter Estella. Miss Havisham blev som ung brud lämnad på altaret vilket gjorde henne bitter, galen och besatt av tanken att  med hjälp av Estella krossa en mans hjärta.
- Estella, Miss Havishams adoptivdotter, som Pip uppvaktar.
- Matthew Pocket, Miss Havishams kusin.
- Herbert Pocket, Matthew Pockets son.

## Filmatiseringar
Romanen har filmatiserats flera gånger.
- 1917 – Great Expectations, stumfilm med Jack Pickford, i regi av Robert G. Vignola.
- 1922 – Store Forventninger, dansk stumfilm med Martin Herzberg, i regi av A.W. Sandberg.
- 1934 – Great Expectations med Phillips Holmes och Jane Wyatt, i regi av Stuart Walker.
- 1946 – Lysande utsikter, förmodligen den mest berömda versionen, med John Mills, Bernard Miles, Alec Guinness, Finlay Currie, Martita Hunt, Anthony Wager, Jean Simmons och Valerie Hobson, i regi av David Lean.
- 1974 – Great Expectations – med Michael York som Pip och Simon Gipps-Kent som unge Pip, Sarah Miles och James Mason, i regi av Joseph Hardy.
- 1989 – Great Expectations, med Anthony Hopkins och Jean Simmons, i regi av Kevin Connor.
- 1998 – Lysande utsikter film i regi av Alfonso Cuarón med bland andra Ethan Hawke, Gwyneth Paltrow och Robert De Niro.
- 1999 – Lysande utsikter, TV-film med Ioan Gruffudd, Justine Waddell och Charlotte Rampling.
- 2011 – Great Expectations, TV-serie i tre delar av BBC med Ray Winstone som Magwitch, Gillian Anderson som Miss Havisham och Douglas Booth som Pip.
- 2012 – Great Expectations, film i regi av Mike Newell, med Ralph Fiennes som Magwitch, Helena Bonham Carter som Miss Havisham och Jeremy Irvine som Pip.